# پارس جنوبی بوشهر
باشگاه فوتبال ساحلی پارس جنوبی بوشهر یک باشگاه فرهنگی ورزشی ایرانی است که در شهر بوشهر واقع شده‌است. این باشگاه در رقابت‌های لیگ برتر فوتبال ساحلی مردان ایران حضور دارد.
این تیم در لیگ برتر فوتبال ساحلی مردان ایران با حریفان خود به رقابت می‌پردازد و با ۷ قهرمانی پرافتخارترین تیم لیگ برتر فوتبال ساحلی می‌باشد. و مالک آن منطقه ویژه اقتصادی انرژی پارس می‌باشد.
تاسیس این باشگاه توسط براداران طبیب نژاد بوده است اما این باشگاه توسط افرادی غضب شد

## افتخارات
کشوری:
- لیگ برتر فوتبال ساحلی مردان ایران:
  - قهرمان (۷): ۹۱–۱۳۹۰، ۹۳–۱۳۹۲، ۹۴–۱۳۹۳، ۱۳۹۵، ۱۳۹۶، ۱۳۹۷، ۱۳۹۹
  - نایب قهرمان (۶):۸۸–۱۳۸۷، ۸۹–۱۳۸۸، ۹۰–۱۳۸۹، ۹۲–۱۳۹۱، ۱۳۹۸، ۱۴۰۰
  - مقام سومی(۱):۹۵–۱۳۹۴

بین‌المللی:
- فوتبال ساحلی باشگاه‌های جهان:
  - نایب قهرمان (۱):۲۰۱۷

## بازیکنان
- امیرحسین امیدی
- ابوالفضل سلیمی
- روح الله دهقانی
- محمد حاجیپور
- علی اسکافی
- محمدجواد خسروی
- مصطفی کیانی
- مسلم مسیگر
- مجتبی نجفی
- سبحان فاله
- محمد معصومی زاده
- نصرالله شهمرادی
- احسان درا
- آرش کرمی

سرمربی:محمد میهن دوست